# Igreja Católica na Croácia
A Igreja Católica na Croácia (em croata:  Katolicizam u Hrvatskoj) é parte da Igreja Católica universal que está sob a liderança espiritual do Papa e da Cúria Romana. A administração está centrada em Zagreb, e compreende 5 arquidioceses, 13 dioceses e um ordinariato militar. O atual cardeal croata é Josip Bozanić, arcebispo de Zagreb.
Há cerca de 3,7 milhões de católicos romanos batizados e cerca de 20 mil católicos gregos batizados na Croácia, que representam 86,3% da população de acordo com o censo de 2011. O santuário nacional da Croácia está em Marija Bistrica, enquanto o padroeiro do país é São José, desde que o Parlamento croata assim o declarou em 1687.

## História

### Ilírios romanos e cristianismo primitivo
A parte ocidental da Península Balcânica foi conquistada pelo Império Romano em 168 a.C. depois de um longo processo conhecido como Guerras Ilíricas. Após a sua conquista, os romanos organizaram a região em uma província chamada Ilírico, que finalmente foi dividida em Dalmácia e Panônia. Por influência do Império Romano, vários cultos religiosos foram trazidos para a região. Isso incluiu o cristianismo. Solin, uma cidade fundada pela Grécia, perto de Split, foi um dos primeiros lugares da região relacionados à chegada do cristianismo. São Tito, o discípulo de São Paulo Apóstolo, a quem é endereçada a Epístola a Tito no Novo Testamento estava ativo na Dalmácia. Além disso, na Epístola aos Romanos, o próprio Paulo fala em visitar Ilírico, mas ele poderia estar falando da Ilíria Grega.

### Conversão dos croatas

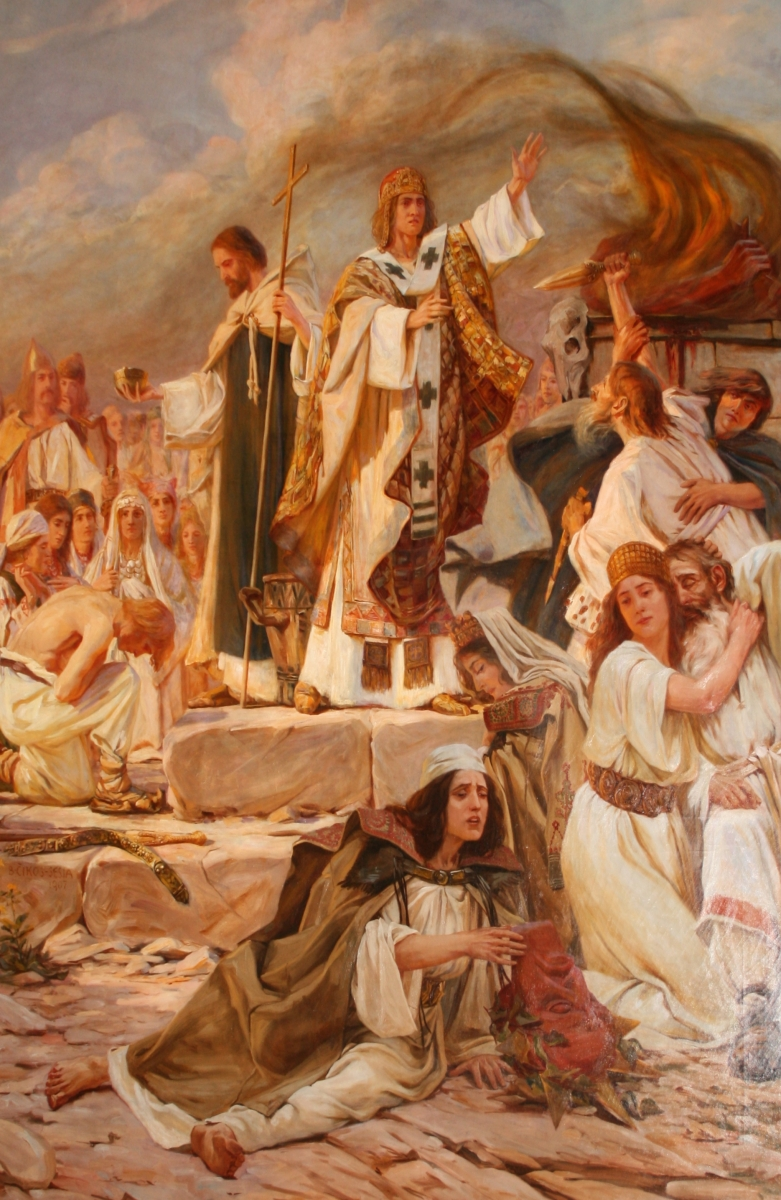
O Batismo dos Croatas por Bela Čikoš Sesija

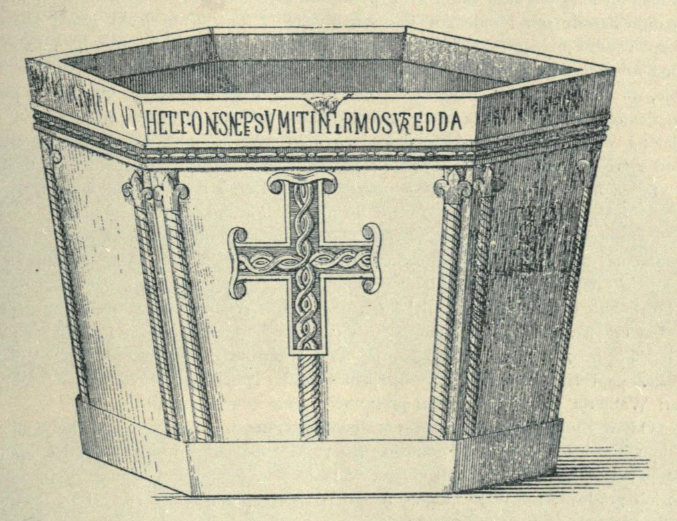
Fonte batismal do Duque Višeslav, do século IX

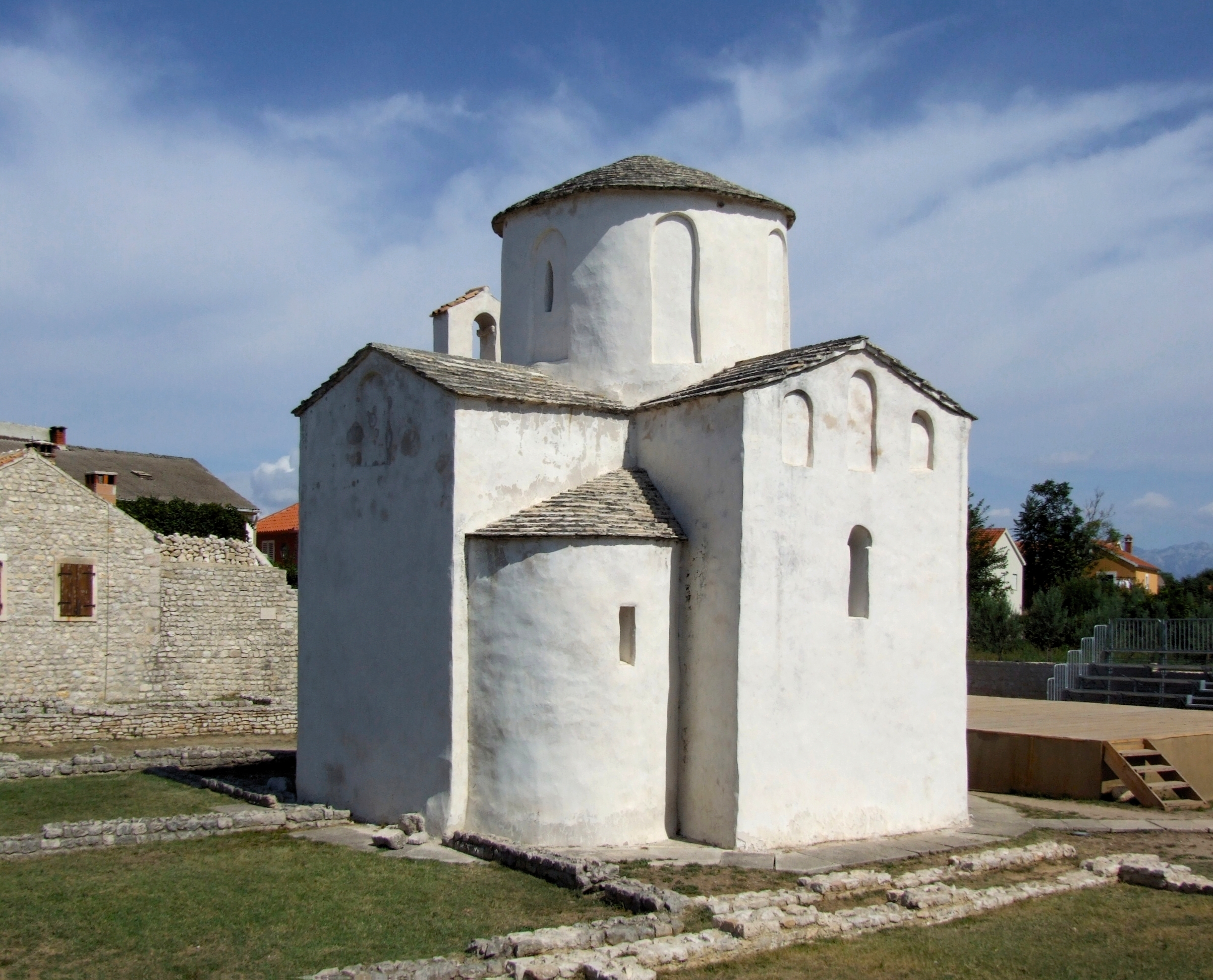
Igreja da Santa Cruz, em Nin, construída no século IX, e conhecida como "a menor catedral do mundo"

Os croatas chegaram na área da atual Croácia no início do século 7 d.C.. Eles entraram em contato com os nativos cristãos e começaram a aceitar lentamente o cristianismo. Os missionários bizantinos e francos e os beneditinos que traziam influências culturais ocidentais tiveram um papel significativo no batismo dos croatas. Os croatas tiveram seu primeiro contato com a Santa Sé no ano 641, quando o enviado papal Abade Martin chegou para resgatar os cativos cristãos e os ossos dos mártires que os croatas vinham guardando. Não há muita informação sobre o Batismo dos Croatas, mas sabe-se que foi aceito de forma pacífica e livre, e que ocorreu entre os séculos VII e IX. O imperador bizantino Constantino VII Porfirogênito escreveu em seu livro Sobre a Administração Imperial que o imperador bizantino Heráclio, em cujo reinado os croatas chegaram à terra entre o rio Drava e o mar Adriático] (atual território da Croácia) , "trouxe sacerdotes de Roma que ele transformou em arcebispo, bispo, sacerdotes e diáconos, que então batizaram os croatas". As fontes históricas mencionam o batismo dos governantes croatas Porga, Porino, Voinomir, Viseslau, Borna, Luís da Posávia e outros.
No século IX os croatas já haviam sido totalmente incluídos em uma grande comunidade cristã europeia. Os governantes croatas Mislau (cerca de 839), Trepimiro I (852) e muitos outros construíram igrejas e mosteiros. No ano 879, o duque croata Branimir escreveu uma carta ao Papa João VIII, na qual ele lhe prometeu fidelidade e obediência. O Papa João VIII respondeu com uma carta em 7 de junho de 879, na qual ele escreveu que celebrou uma missa no túmulo de São Pedro sobre a qual invocou a benção de Deus sobre Branimir e seu povo. No ano 925, o rei croata Tomislau estava correspondente ao Papa João X por ocasião do primeiro Conselhos da Igreja de Split. A carta do Papa ao Rei Tomislau é o primeiro documento internacional em que um governante croata foi chamado de "Rex" (Rei) e é por isso que Tomislau é considerado o primeiro rei croata.
O rei Demetrius Zvonimir foi coroado em 8 de outubro de 1076 em Solin, na Basílica de São Pedro e Moisés (hoje conhecida como Igreja oca) por Gebizon, um representante do Papa Gregório VII. Zvonimir fez um juramento de lealdade ao Papa, pelo qual prometeu seu apoio nas implementações das reformas da Igreja na Croácia. Depois que o legado papal o coroou, Zvonimir, em 1076, deu o mosteiro beneditino de São Gregório em Vrana ao Papa, como sinal de lealdade e como acomodação para os legados papais. Na época, os monges beneditinos eram muito ativos. Eles deixaram uma marca indelével na vida cultural e política da época.

### Idade Média

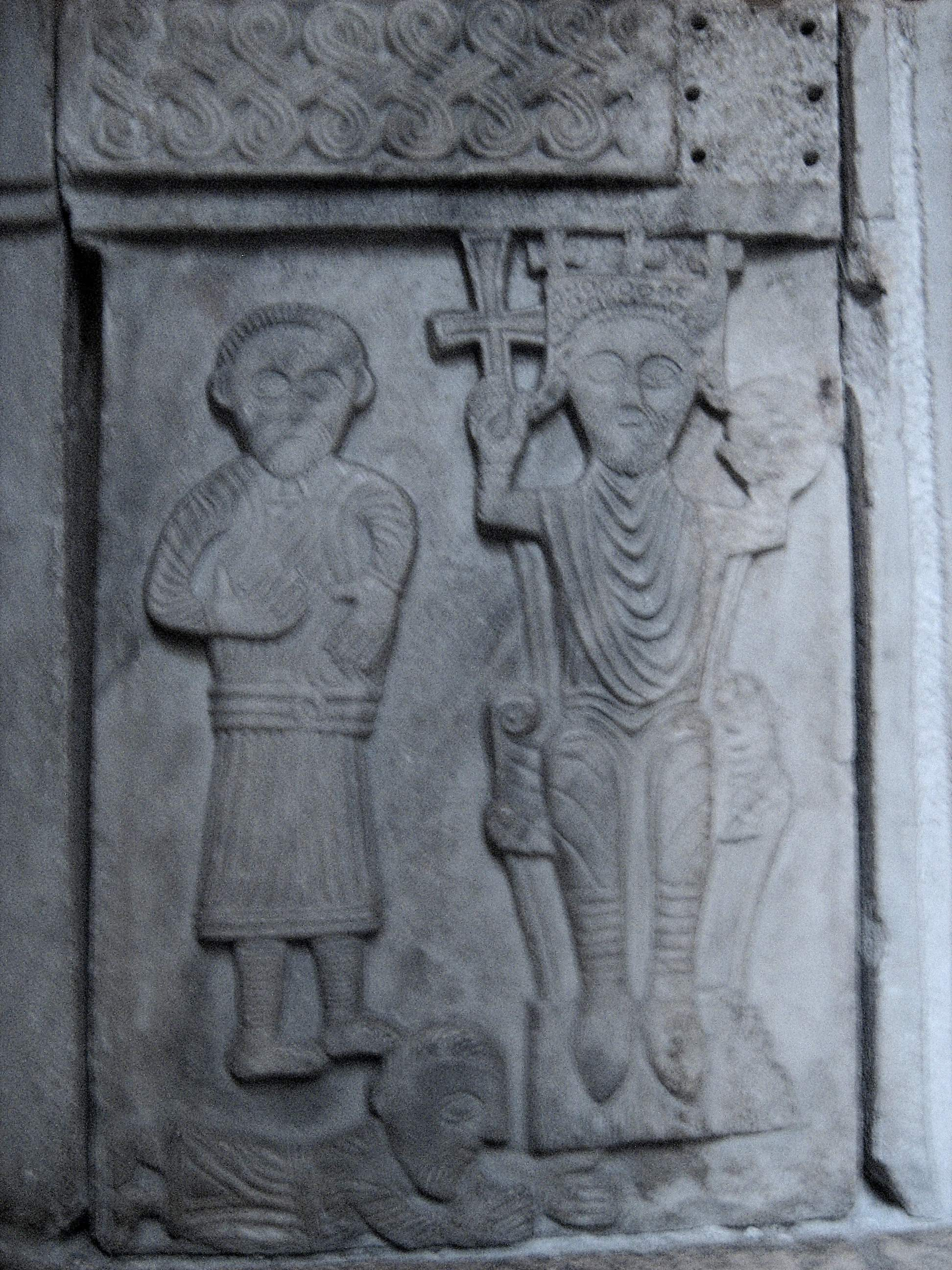
Igreja de São João em Split

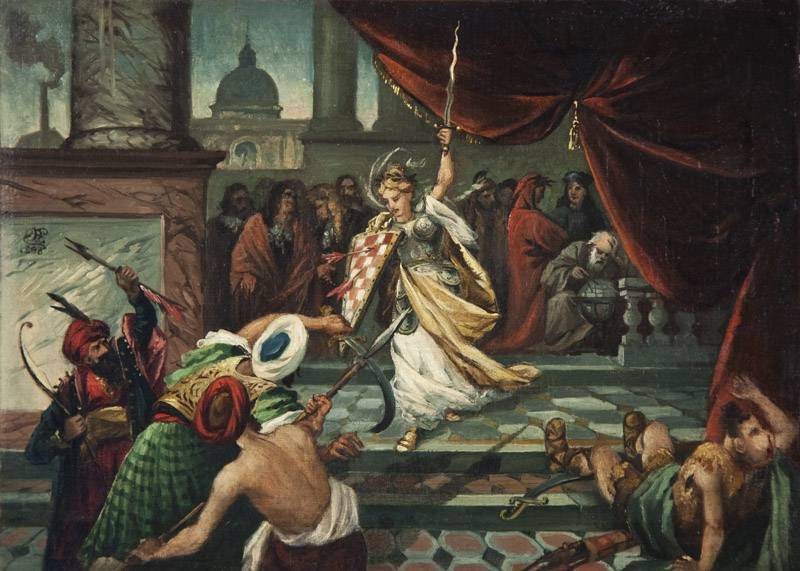
A Croácia foi chamada de "Fortaleza dos Cristãos" em 1519 pelo Papa Leão X por defender a Europa do Império Otomano

Quando a Croácia perdeu sua própria dinastia e se uniu à Hungria em 1102, os beneditinos desapareceram lentamente, enquanto as ordens mendicantes, especialmente os franciscanos e dominicanos estavam se tornando mais importantes. A formação religiosa e cultural dos croatas também foi fortemente influenciada pelos jesuítas. Escritores da Igreja, do norte da Croácia e Dubrovnik, que era um centro livre da cultura croata, fizeram muito pela padronização e expansão da literatura croata. Desde o século IX, há na Croácia um fenômeno único em todo o mundo do catolicismo: a liturgia que era celebrada em  eslavo eclesiástico com um roteiro glagolítico especial (o Papa permitia celebrar a liturgia apenas em latim). Apesar das várias disputas, o Papa Inocêncio IV aprovou o uso do eslavo eclesiástico e o roteiro glagolítico para Filipe, bispo de Senj, tornando os croatas os únicos católicos romanos no mundo autorizados a usar outro idioma na liturgia, enquanto outros locais só utilizaram o latim até o Concílio do Vaticano II em 1962. Durante a Guerra dos Cem Anos Croata-Otomanas, as guerras duraram dos séculos XV ao XIX, e os croatas lutaram fortemente contra os turcos, o que resultou no fato de que a fronteira ocidental do Império Otomano e a Europa entraram no solo do Reino da Croácia. Em 1519, a Croácia foi chamada de Antemurale Christianitatis (Fortaleza dos Cristãos) pelo Papa Leão X, por  defender a Europa das invasões muçulmanas.

### Império austríaco / Áustria-Hungria

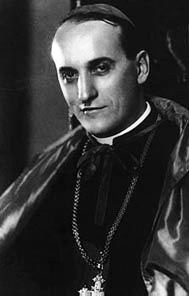
O arcebispo Aloísio Stepinac em 1941 saudou a independência croata e, posteriormente condenou as atrocidades croatas contra os sérvios e os judeus

O Império austríaco assinou uma concordata com a Santa Sé em 1855 que regulamentou a Igreja Católica dentro do império.

### Reino da Iugoslávia
Na Iugoslávia, os bispos croatas faziam parte da Conferência Episcopal da Iugoslávia.

### A Igreja no Estado Independente da Croácia
Em 1941, foi estabelecido um Estado fantoche nazista, chamado Estado Independente da Croácia (NDH), pelo ditador fascista Ante Pavelić e seu movimento, chamado Ustaše. O regime promoveu uma política genocida contra os sérvios (membros de sua Igreja Ortodoxa), judeus e ciganos. O historiador Michael Phayer escreveu que a criação do NDH foi inicialmente recebida pela hierarquia da Igreja Católica e por muitos padres católicos. Ante Pavelić era antissérvio e pró-católico, vendo o catolicismo como parte integrante da cultura croata. O escritor britânico Peter Hebblethwaite escreveu que Pavelić estava ansioso para obter relações diplomáticas e uma bênção do Vaticano para o novo "Estado católico", mas que "não foi possível".
O arcebispo de Zagreb, Aloísio Stepinac, queria a independência da Croácia dos sérvios, então ele organizou uma audiência com o Papa Pio XII para Pavelić. O Vaticano, representado pelo secretário de Estado Giovanni Montini, minutos antes da reunião observou que nenhum reconhecimento do novo estado poderia ocorrer antes de um tratado de paz e que "a Santa Sé dever ser imparcial, deve pensar em todos, há católicos de todos os lados a quem [a Santa Sé] deve ser respeitosa". O Vaticano recusou o reconhecimento formal do NDH, mas Pio XII enviou um abade beneditino, chamado Giuseppe Ramiro Marcone como seu visitante apostólico. O Papa foi criticado pela recepção de Pavelić, mas ele ainda esperava que o presidente vencesse os comunistas, que apoiavam o domínio iugoslavo sob a Croácia, e reconquistasse muitos dos 200 mil fiéis que haviam deixado a Igreja Católica e se convertido à Igreja Ortodoxa desde a Primeira Guerra Mundial.
Muitos clérigos nacionalistas croatas apoiaram o regime de Pavelić para expulsar os sérvios, ciganos e judeus, ou forçaram a conversão desses estrangeiros ao catolicismo. Apesar disso, Pavelić disse ao ministro das Relações Exteriores nazista von Ribbentrop que, enquanto o baixo clero apoiava a Ustaše, os bispos, e particularmente o arcebispo Stepinac, se opunham ao movimento devido à "política internacional do Vaticano". Em dezembro de 1941, o grupo Chetniks matou um grupo de cinco freiras perto de Goražde.
O arcebispo Stepinac fez muitas declarações públicas criticando a evolução do NDH. No domingo, 24 de maio de 1942, com a irritação dos funcionários da Ustaša, ele usou o púlpito e uma carta diocesana para condenar o genocídio em termos específicos:
Todos os homens e todas as raças são filhos de Deus; sem distinção. Aqueles que são ciganos, negros, europeus ou arianos têm todos os mesmos direitos... por essa razão, a Igreja Católica sempre condenou e continua condenando toda injustiça e toda violência cometida em nome de teorias de classe, raça ou nacionalidade. Não é permitido perseguir os ciganos ou os judeus por se pensar que são uma raça inferior.
Ele também escreveu uma carta diretamente a Pavelić em 24 de fevereiro de 1943, afirmando:
O próprio campo de Jasenovac é uma mancha na honra do NDH. Poglavnik! Para aqueles que me olham como sacerdote e bispo, digo como Cristo fez na cruz: Pai, perdoa-os porque eles não sabem o que fazem.
Trinta e um sacerdotes foram presos após as condenações explícitas de assassinatos relacionados a questões raciais de Stepinac em julho e outubro de 1943 por parte de púlpitos em toda a Croácia. Martin Gilbert escreveu que Stepinac, "em 1941 acolhera a independência dos croatas, condenou as atrocidades croatas contra os sérvios e os judeus e salvou um grupo de judeus ".
Os partidários comunistas partisans iugoslavos mataram os sacerdotes Petar Perica e Marijan Blažić na ilha Daksa em 25 de outubro de 1944. Os partisans mataram o frei Maksimilijan Jurčić perto de Vrgorac no final de janeiro de 1945.

### A Igreja na Iugoslávia comunista
O Conselho Nacional Antifascista da Libertação Popular da Croácia (ZAVNOH) originalmente previu maior grau de liberdade religiosa no países, e em 1944, o ZAVNOH ainda deixou aberta a possibilidade de educação religiosa nas escolas. Esta ideia foi abandonada depois que o líder iugoslavo Tito retirou o secretário do Comitê Central do Partido Comunista da Croácia, Andrija Hebrang e o substituiu por Hardliner Vladimir Bakarić.
Em 1945, o bispo da já suprimida Diocese de Dubrovnik, Josip Marija Carević, foi assassinado pelas autoridades iugoslavas. O bispo Josip Srebrnić foi enviado à prisão durante dois meses. Depois da guerra, o número de publicações católicas na Iugoslávia diminuiu de cem para apenas três.
Em 1946, o regime comunista introduziu a "Lei dos Livros de Registo do Estado", que permitiu o confisco de registros da igreja e outros documentos. Em 31 de janeiro de 1952, o regime comunista proibiu oficialmente toda a educação religiosa em escolas públicas. Naquele ano, o regime também expulsou a Faculdade Católica de Teologia da Universidade de Zagreb, o qual não foi restaurada até as mudanças democráticas em 1991.
Em 1984, a Igreja Católica realizou um Congresso Eucarístico Nacional em Marija Bistrica. A missa central foi realizada no dia 9 de setembro e contou com a participação de 400 mil pessoas, incluindo 1100 sacerdotes, 35 bispos e arcebispos, bem como cinco cardeais. A missa foi liderada pelo cardeal Franz König, um amigo de Aloísio Stepinac desde seus primeiros estudos. Em 1987, a Conferência Episcopal da Iugoslávia emitiu uma declaração pedindo ao governo que respeitasse o direito dos pais de obter uma educação religiosa para seus filhos.

### A Igreja na República da Croácia

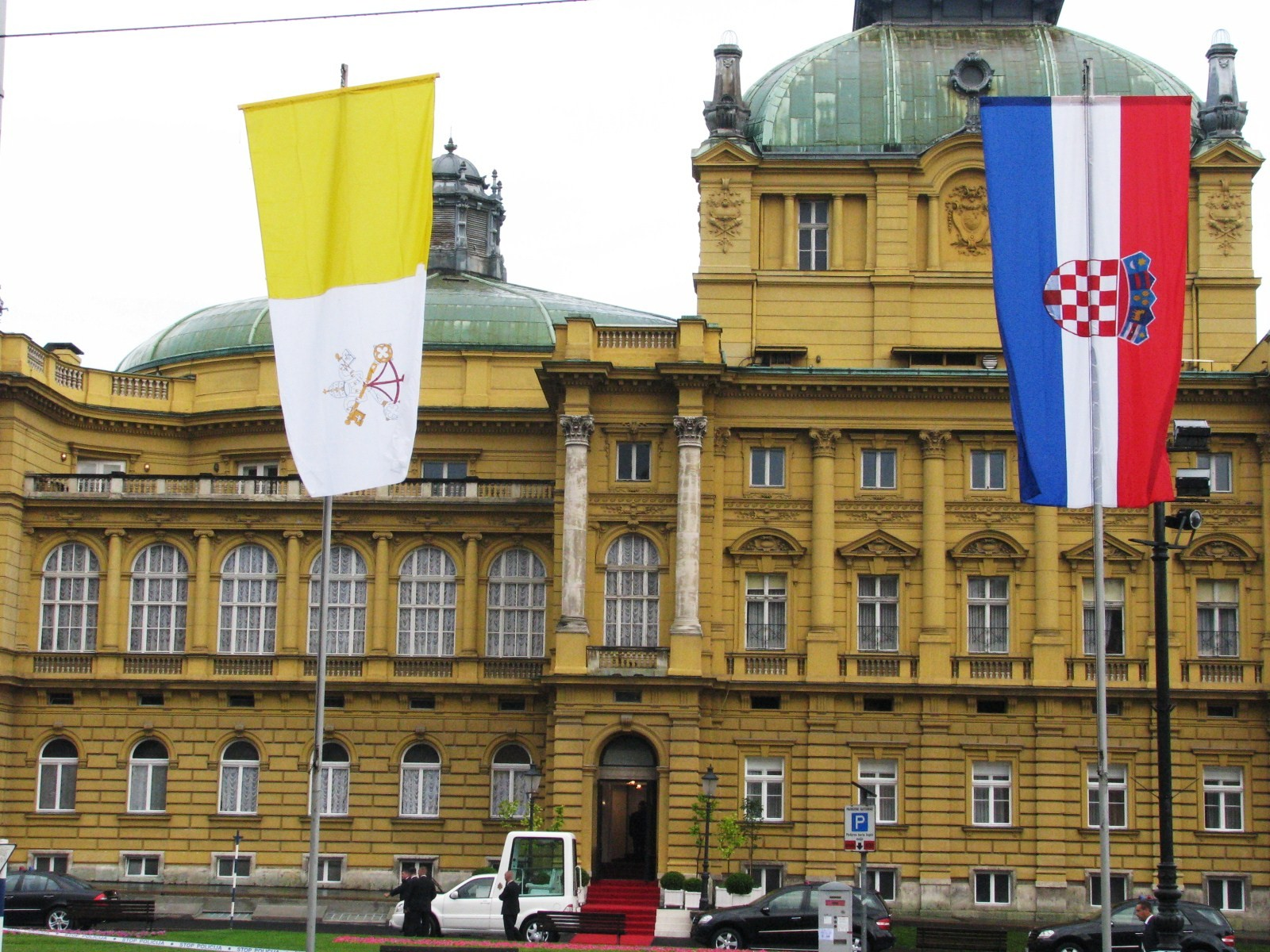
Papamóvel na frente do Teatro Nacional da Croácia durante a visita oficial de Estado do Papa Bento XVI em 2011

Depois que a Croácia declarou sua independência da Iugoslávia, a Igreja Católica recuperou sua total liberdade e influência. Durante a Guerra de Independência da Croácia, o catolicismo e a ortodoxia foram frequentemente citados como uma divisão básica entre os croatas e os sérvios, o que levou a uma destruição maciça de igrejas (um total de 1.426 foram destruídos ou danificados). Na Croácia, a Igreja Católica definiu sua posição jurídica como autônoma em algumas áreas, tornando-se capaz de: fornecer educação religiosa nas escolas primárias e secundárias estaduais para os alunos que a escolham, estabelecer escolas católicas e realizar cuidados pastorais entre os católicos nas forças armadas e na polícia. Através da ratificação de tratados entre a Santa Sé e Croácia, em 9 de abril de 1997, os tratados que regulam as questões legais, a cooperação em educação e cultura, a pastoral entre os católicos nas forças armadas e a polícia e o financiamento da Igreja a partir do orçamento do Estado entraram em vigor. No que diz respeito ao financiamento, a Igreja recebeu os seguintes montantes de dinheiro na última década: 2001; 461,3 bilhões de kunas, 2004-2007; 532 bilhões de kunas, 2008-2011; 475,5 bilhões de kunas, 2012-2013; 523,5 bilhões de kunas, além de cerca de 200 milhões de kunas por ano para os professores de estudos religiosos nas escolas, cerca de 60 milhões de kunas para a manutenção de igrejas que são consideradas herança cultural, etc.
A Igreja Católica croata é muito ativa na vida social e política, e implementou uma série de ações de espírito conservador para promover seus valores, tais como: domingo sem trabalho, punição dos crimes da era comunista, introdução de educação religiosa nas escolas, proteção do casamento como união de um homem e uma mulher (concretizado com o referendo de 2013), oposição ao aborto (campanha: "Protegendo a vida humana desde a concepção até a morte natural"), a oposição à eutanásia, a oposição aos métodos naturais de planejamento familiar e ao tratamento contra a infertilidade e oposição aos métodos artificiais de controle de natalidade.
Com a independência croata, a Conferência Episcopal da Croácia foi formada. Foi estabelecida a Radio Católica Croata em 1997.

## Demografia

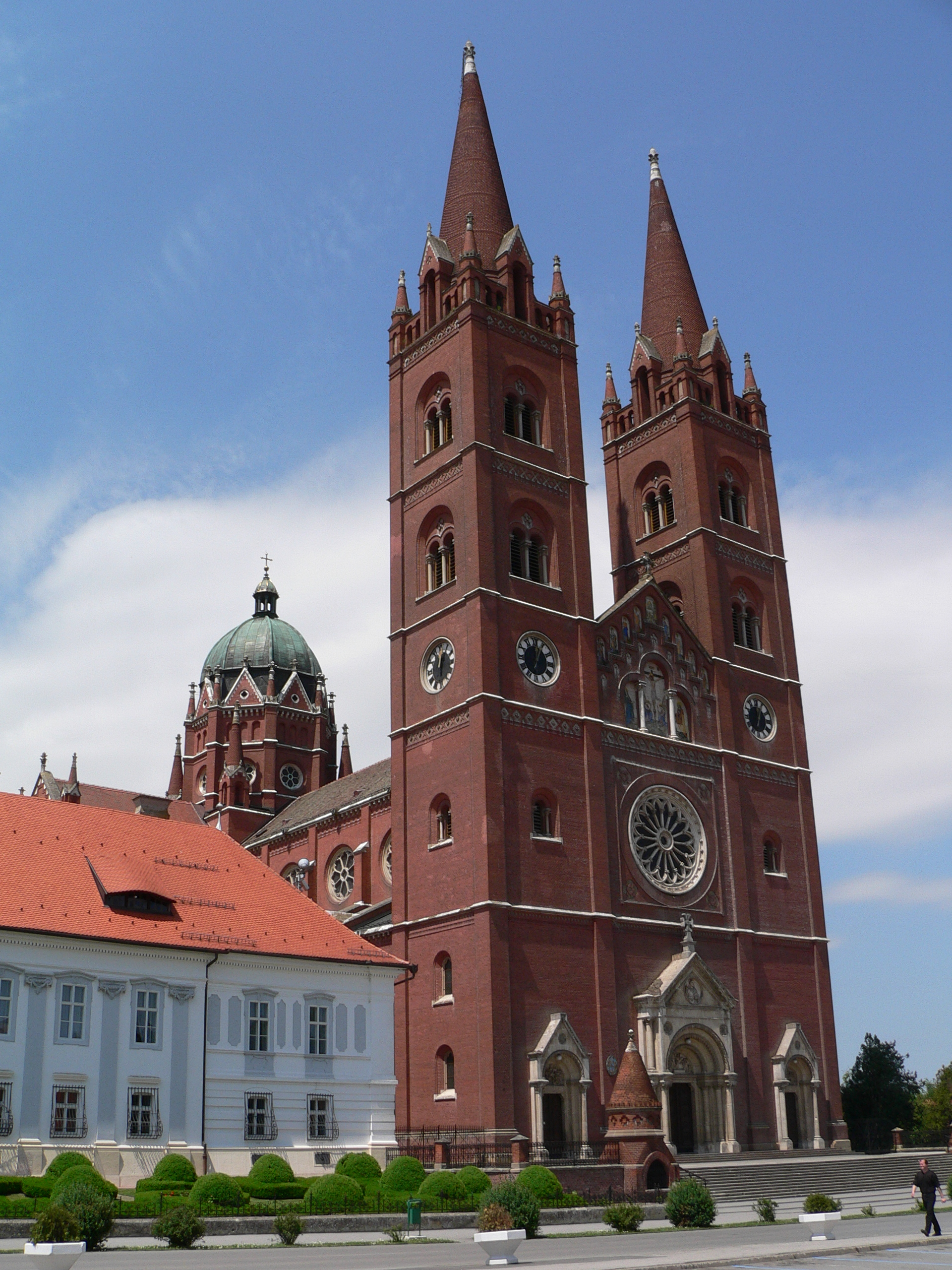
Catedral de Đakovo

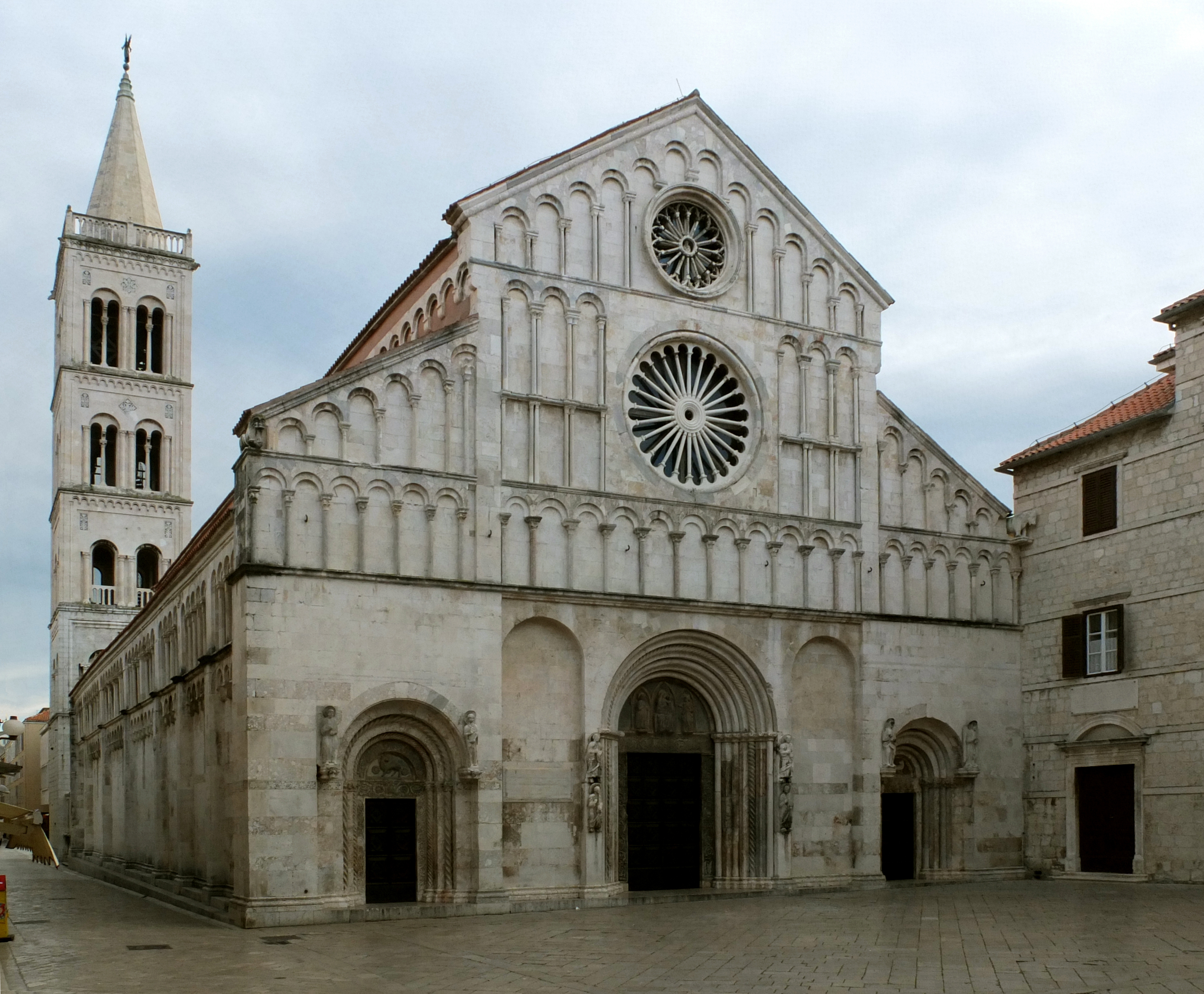
Catedral de Zadar

Os dados publicados pelo Censo Croata de 2011 incluíram uma tabela de etnias e religião, que mostraram que um total de 3.697.143 crentes católicos (86,28% da população total) foi dividido entre os seguintes grupos étnicos:
- 3.599.038 católicos croatas
- 22.331 católicos de afiliação regional
- 15.083 católicos italianos
- 9.396 católicos húngaros
- 8.521 católicos tchecos
- 8.299 católicos de Roma
- 8.081 católicos eslovenos
- 7.109 católicos albaneses
- 3.159 católicos eslovacos
- 2.776 católicos de nacionalidade não declarada
- 2.391 católicos sérvios
- 1.913 católicos de outras nacionalidades
- 1.847 católicos alemães
- 1.692 católicos rutenos
- 1.384 católicos de nacionalidade desconhecida
- 1.339 católicos ucranianos
- outras etnias individuais (menos de mil pessoas cada)

## Organização

### Hierarquia

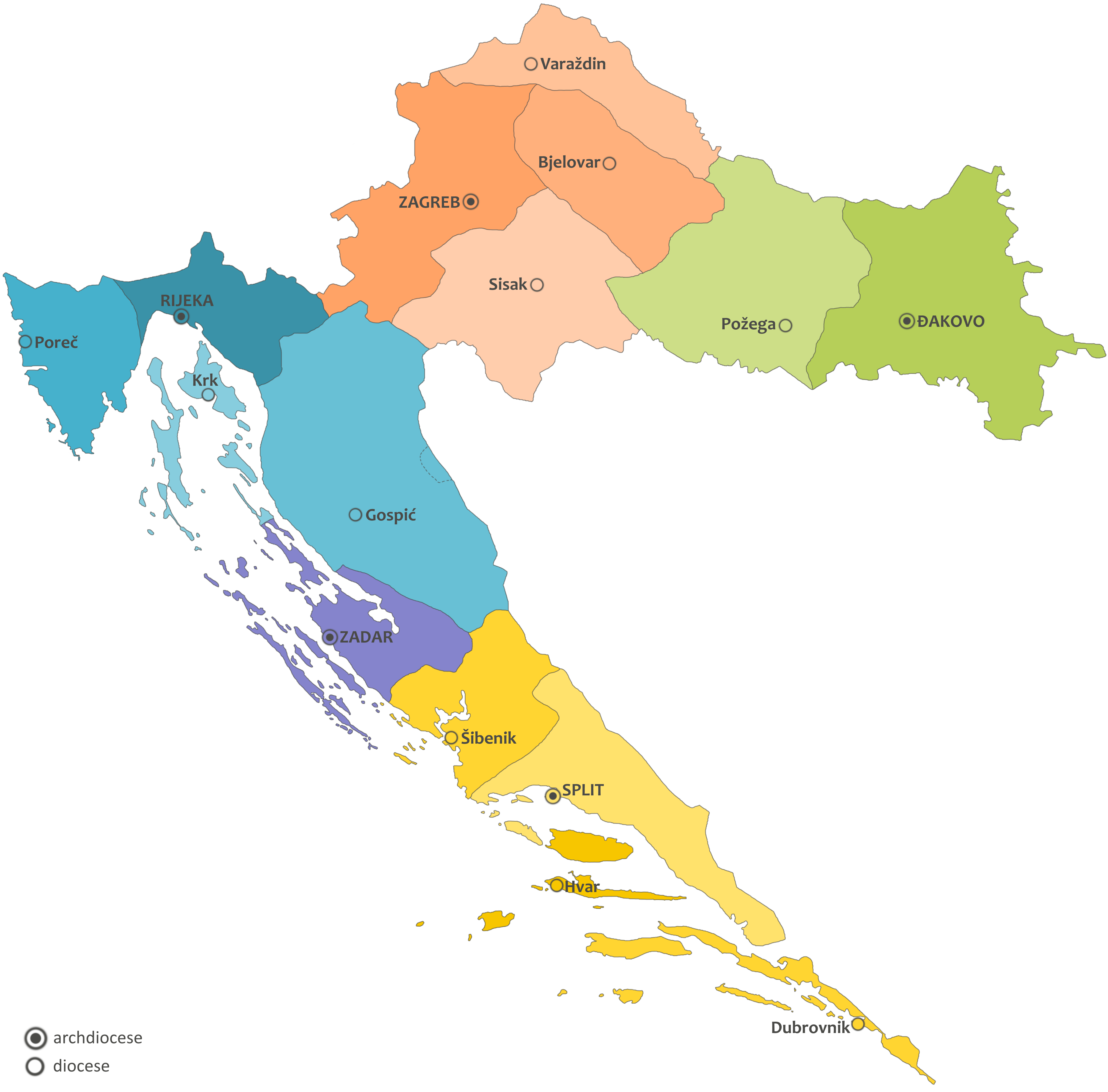
Mapa das circunscrições eclesiásticas da Igreja Católica na Croácia
Arquidiocese de Đakovo-Osijek
Diocese de Požega
Arqudiocese de Rijeka
Diocese de Gospić-Senj (O território desta diocese cobre pequena parte do território da Bósnia e Herzegovina. A fronteira está indicada no mapa.)
Diocese de Krk
Diocese de Poreč-Pula
Arquidiocese de Split-Makarska
Diocese de Dubrovnik
Diocese de Hvar-Brač-Vis
Diocese de Šibenik
Arquidiocese de Zagreb
Diocese de Bjelovar-Križevci
Diocese de Sisak
Diocese de Varaždin
Arquidiocese de Zadar

| Arquidioceses e dioceses              | Nome croata                                         | (Arce)Bispo      | Fund.        | Catedral                                    | Site |
| ------------------------------------- | --------------------------------------------------- | ---------------- | ------------ | ------------------------------------------- | ---- |
| Arquidiocese de Zagreb                | Zagrebačka nadbiskupija Archidioecesis Zagrebiensis | Josip Bozanić    | 1093         | Catedral de Zagreb                          |      |
| Eparquia de Križevci (Católica grega) | Križevačka eparhija                                 | Nikola Kekić     | 1777         | Catedral de Križevci Cocatedral de Zagreb   |      |
| Diocese de Varaždin                   | Varaždinska biskupija                               | Josip Mrzljak    | 1997         | Catedral de Varaždin                        |      |
| Diocese de Sisak                      | Sisačka biskupija                                   | Vlado Košić      | 2009         | Catedral de Sisak                           |      |
| Diocese de Bjelovar-Križevci          | Bjelovarsko-križevačka biskupija                    | Vjekoslav Huzjak | 2009         | Catedral de Bjelovar Cocatedral de Križevci |      |
| Arquidiocese de Đakovo-Osijek         | Đakovačko-osiječka nadbiskupija                     | Đuro Hranić      | 4th century  | Catedral de Đakovo                          |      |
| Diocese de Požega                     | Požeška biskupija Dioecesis Poseganus               | Antun Škvorčević | 1997         | Catedral de Požega                          |      |
| Diocese de Srijem (na Sérvia)         | Srijemska biskupija                                 | Đuro Gašparović  | 2008         | Catedral Basílica de São Demétrio           |      |
| Arquidiocese de Rijeka                | Riječka nadbiskupija                                | Ivan Devčić      | 1920         | Catedral de Rijeka                          |      |
| Diocese de Gospić-Senj                | Gospićko-senjska biskupija                          | Zdenko Križić    | 2000         | Catedral de Gospić Cocatedral de Senj       |      |
| Diocese de Krk                        | Krčka biskupija                                     | Ivica Petanjak   | 900          | Catedral de Krk                             |      |
| Diocese de Poreč-Pula                 | Porečko-pulska biskupija                            | Dražen Kutleša   | 3rd century  | Basílica Eufrasiana Catedral de Pula        |      |
| Arquidiocese de Split-Makarska        | Splitsko-makarska nadbiskupija                      | Marin Barišić    | 3rd century  | Catedral de Split Cocatedral de Makarska    |      |
| Diocese de Dubrovnik                  | Dubrovačka biskupija                                | Mate Uzinić      | 990          | Catedral de Dubrovnik                       |      |
| Diocese de Hvar-Brač-Vis              | Hvarsko-bračko-viška biskupija                      | Slobodan Štambuk | 12th century | Catedral de Hvar                            | /    |
| Diocese de Kotor (em Montenegro)      | Kotorska biskupija                                  | Ilija Janjić     | 10th century | Catedral de Kotor                           |      |
| Diocese de Šibenik                    | Šibenska biskupija                                  | Tomislau Rogić   | 1298         | Catedral de Šibenik                         |      |
| Arquidiocese de Zadar                 | Zadarska nadbiskupija                               | Želimir Puljić   | 1054         | Catedral de Zadar                           |      |
| Ordinariato militar                   | Vojni ordinarijat                                   | Jure Bogdan      | 1997         |                                             |      |

### Conferência Episcopal
Foi formada em 15 de maio de 1993, após a independência do país. Seu atual presidente é Želimir Puljić, arcebispo de Zadar.

## Nunciatura Apostólica
Desde 8 de fevereiro de 1992 a Santa Sé e a Croácia estabeleceram relações diplomáticas.

### Nuncios apostólicos
- Giulio Einaudi (29 de fevereiro de 1992 – 4 de agosto de 2003 – aposentado)
- Francisco-Javier Lozano Sebastián (4 de agosto de 2003 – 10 de dezembro de 2007 – núncio apostólico nomeado para Igreja Católica da Moldávia e da Romênia)
- Mario Roberto Cassari (14 de fevereiro de 2008 – 10 de março de 2012 nomeado núncio apostólico para Igreja Católica da África do Sul, Botsuana, Namíbia e Suazilândia)
- Alessandro D'Errico (21 de maio de 2012 – 27 de abril de 2017 – nomeado núncio apostólico da Igreja em Malta)
- Giuseppe Pinto (desde 1º de julho de 2017)

## Comportamento
Embora a grande maioria dos croatas se declarem católicos, muitos deles não seguem os ensinamentos da Igreja sobre questões morais e sociais. De acordo com uma pesquisa da Pew Research de 2017, apenas 27% dos entrevistados frequentam a Santa Missa regularmente, 25% apoiam a posição da Igreja contra a contracepção, 43% apoiam a posição da Igreja sobre a ordenação das mulheres e 38% pensam que o aborto deveria ser ilegal na maioria dos casos. Por outro lado, 66% apoiam a posição da Igreja com relação casamento entre pessoas do mesmo sexo.

## Controvérsias
A presidente croata Kolinda Grabar-Kitarović foi criticada ao vivo na TV pelo frei croata Luka Prcela por ter dito que Estado Independente da Croácia era um estado criminal e não era independente. Prcela disse que o Estado Independente da Croácia "nunca matou ninguém fora de suas próprias fronteiras" e que os dois primeiros presidentes de esquerda da Croácia eram "anticroatas".
Em 2 de julho de 2017, a mídia publicou uma foto de padre católico croata posando para uma foto com um grupo de meninos em um torneio infantil de futebol em Široki Brijeg, na Bósnia e Herzegovina. Sua equipe foi batizada de "Legião Negra" e os meninos estavam todos vestindo camisetas pretas, aludindo assim à milícia Legião Negra.

## Lugares de peregrinação
- Aljmaš
- Ludbreg
- Marija Bistrica
- Nossa Senhora de Sinj
- Trsat

## Pessoas notáveis
- Juraj Dobrila
- Marija Krucifiksa Kozulić, estabeleceu a única comunidade indígena de freiras fundada na Arquidiocese de Rijeka
- Franjo Kuharic (cardeal antes de Josip Bozanić)
- Antun Mahnić, iniciador do Movimento Católico Croata
- Ivan Merz, leigo bem-aventurado e ativista católico
- Franjo Šeper
- Alojzije Stepinac
- Josip Juraj Strossmayer